# Мілл-Спрінг (Міссурі)
Мілл-Спрінг (англ. Mill Spring) — селище (англ. village) в США, в окрузі Вейн штату Міссурі. Населення — 159 осіб (2020).

## Географія
Мілл-Спрінг розташований за координатами 37°3′54″ пн. ш. 90°40′40″ зх. д. / 37.06500° пн. ш. 90.67778° зх. д. (37.065084, -90.677861).  За даними Бюро перепису населення США в 2010 році селище мало площу 1,14 км², уся площа — суходіл.

## Демографія
Згідно з переписом 2010 року, у селищі мешкало 189 осіб у 81 домогосподарстві у складі 46 родин. Густота населення становила 166 осіб/км².  Було 106 помешкань (93/км²).
Расовий склад населення:
| - 96,8 % — білих - 1,1 % — чорних або афроамериканців |

До двох чи більше рас належало 1,6 %. Частка іспаномовних становила 0,5 % від усіх жителів.
За віковим діапазоном населення розподілялося таким чином: 21,7 % — особи молодші 18 років, 63,0 % — особи у віці 18—64 років, 15,3 % — особи у віці 65 років та старші. Медіана віку мешканця становила 37,8 року. На 100 осіб жіночої статі у селищі припадало 107,7 чоловіків;  на 100 жінок у віці від 18 років та старших — 105,6 чоловіків також старших 18 років.
Середній дохід на одне домашнє господарство  становив 23 121 долар США (медіана — 17 955), а середній дохід на одну сім'ю — 26 553 долари (медіана — 27 500). Медіана доходів становила 19 500 доларів для чоловіків та 19 375 доларів для жінок. За межею бідності перебувало 37,5 % осіб, у тому числі 43,8 % дітей у віці до 18 років та 0,0 % осіб у віці 65 років та старших.
Цивільне працевлаштоване населення становило 65 осіб. Основні галузі зайнятості: виробництво — 40,0 %, роздрібна торгівля — 24,6 %, освіта, охорона здоров'я та соціальна допомога — 12,3 %, мистецтво, розваги та відпочинок — 7,7 %.